# Blysmus sinocompressus
Blysmus sinocompressus är en halvgräsart som beskrevs av Tang och Fa Tsuan Wang. Blysmus sinocompressus ingår i släktet plattsävssläktet, och familjen halvgräs.

## Underarter
Arten delas in i följande underarter:
- B. s. nodosus
- B. s. sinocompressus
- B. s. tenuifolius